# Antonio Saura
Antonio Saura Atarés (ur. 22 września 1930 w Huesca, zm. 22 lipca 1998 w Cuenca) – hiszpański malarz i pisarz. Brat reżysera Carlosa Saury.